# Chionaema javanica
Chionaema javanica är en fjärilsart som beskrevs av Butler 1877. Chionaema javanica ingår i släktet Chionaema och familjen björnspinnare. Inga underarter finns listade i Catalogue of Life.